# MS Mediterranean Sky
El MS Mediterranean Sky fue un trasatlántico de pasajeros construido en 1953 para el servicio de Ellerman Lines entre Londres y Sudáfrica. Originalmente llamado MS City of York, fue vendido en 1971 a Karageorgis Lines, convertido en un ferry-crucero y rebautizado.

## Hundimiento

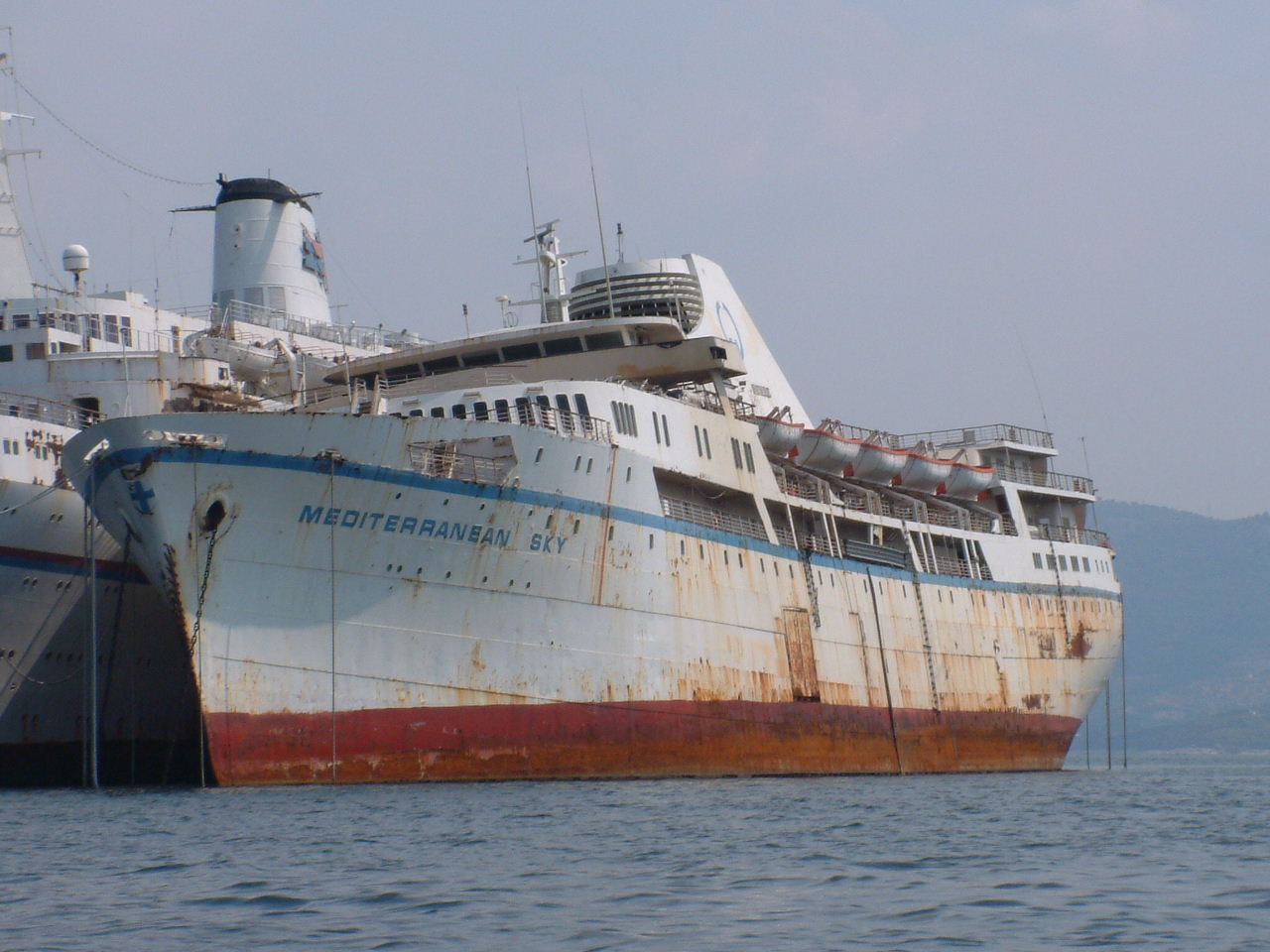
El Mediterranean Sky en agosto de 2002.

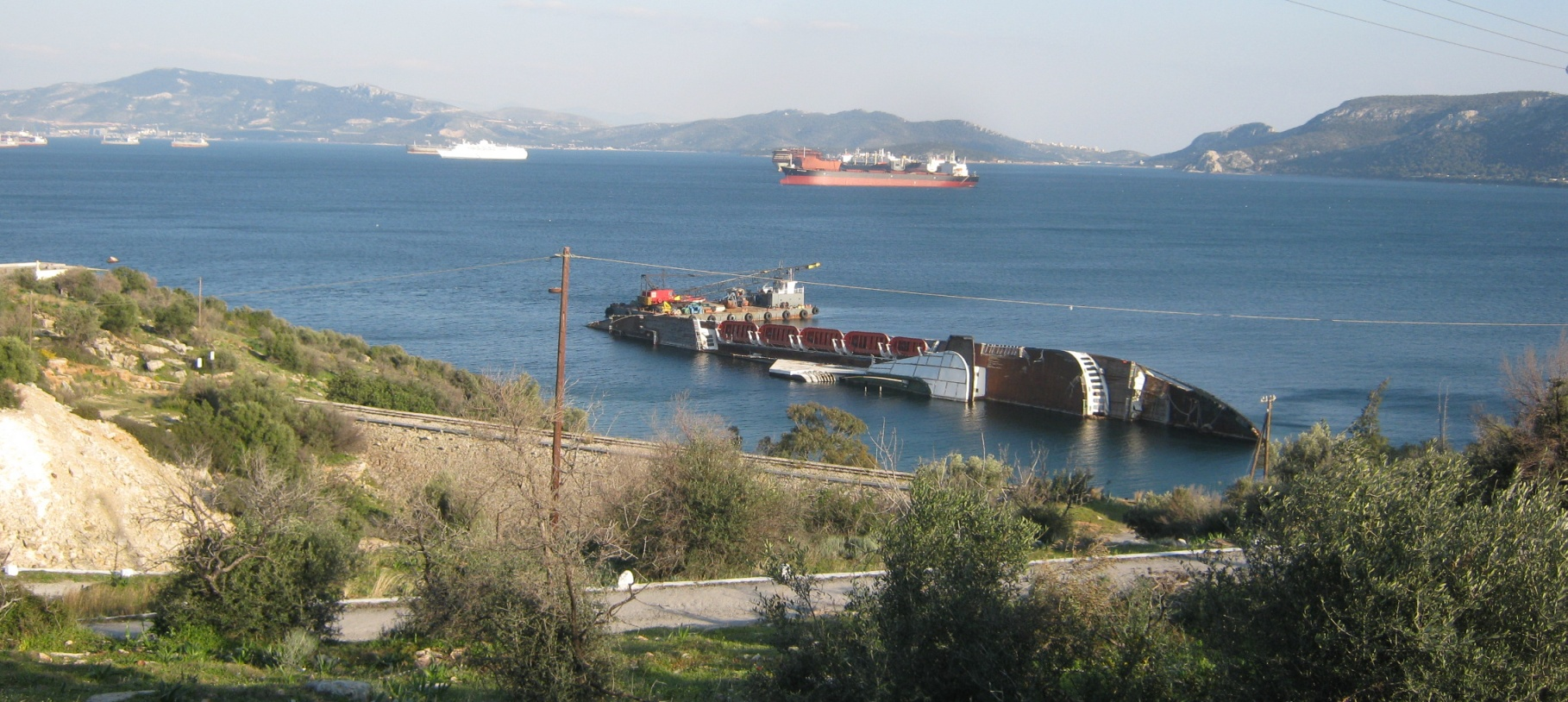
Naufragio del Mediterranean Sky, año 2011.

El Mediterranean Sky navegó por última vez en 1996. Comenzó a escorarse después de estar amarrado en la bahía de Eleusis, Grecia. El barco abandonado fue remolcado a aguas poco profundas, donde encalló el 26 de noviembre de 2002. Volcó y se hundió en enero de 2003. 
En 2009 se decidió retirar el barco del lugar, junto con otros 17 naufragios en el Golfo de Eleusis, pero efinalmente no se hizo.
En 2018, el equipo de Graffiti 1UP, con sede en Berlín, pintó con rodillo su nombre en el costado expuesto del barco, que se puede ver en las imágenes por satélite.
En junio de 2016 se realizó un estudio que analizó la evaluación de riesgos de posibles fugas de materiales peligrosos de naufragios en Grecia. Dirigido por los profesores de la Universidad de Atenas Nikolaos P. Ventikos, Konstantinos Louzis, Alexandros Koimtzoglou y Pantelis Delikanidis, determinaron que el Mediterranean Sky tenía una probabilidad "razonablemente probable" de sufrir fugas, lo que causaría daños ambientales de "significativos" a "graves". En noviembre de 2020, comenzó a filtrarse del barco lo que parecía ser petróleo o combustible.
El naufragio volcado se incendió en julio de 2022.
Los restos semisumergidos del pecio aún son visibles.